# مهر دولت ژاپن

مهری که در آرم رسمی نخست‌وزیر ژاپن و کابینه از آن استفاده شده‌است.

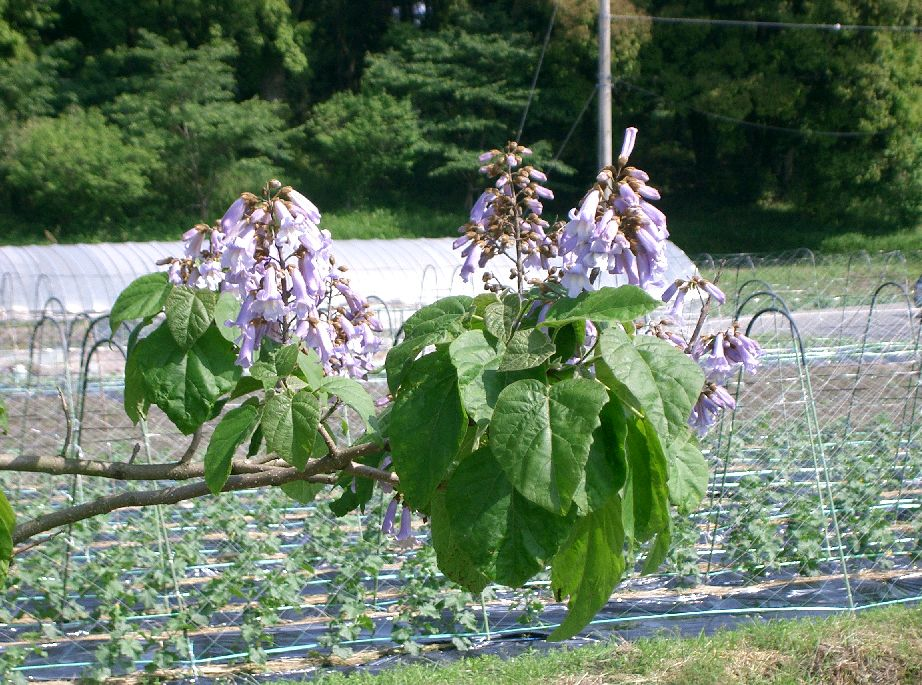
پالونیا

مهر دولت ژاپن یکی از مهرهای ملی و علامت (مون نشان خانوادگی) به شکل پالونیا است که در هیئت دولت ژاپن و اسناد رسمی دولت ژاپن استفاده می‌شود. در مجموع به مهرهای پالونیا در زبان ژاپنی کیریمون (桐 紋)، یا توکامون (桐 花紋) گفته می‌شود. ۵–۷ گل در یک گل‌آذین پالونیا (五七 桐، گو-شیچی (نو) کیری) به عنوان آرم رسمی نخست‌وزیر ژاپن استفاده می‌شود.

## تاریخ استفاده

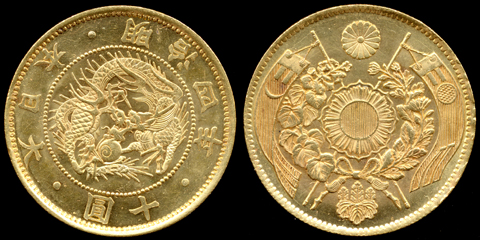
تصویر مهر دولت ژاپن بر روی سکه

نخستین استفاده از آن که قابل تأیید است در هنگام حمله مغول به ژاپن است که این طرح در موکو شورای اکوتوبا به تصویر کشیده شده‌است. در دوره موروماچی در کتاب کنمونشو کامون (۱۴۷۰)، در قرن پانزدهم است که در این کتاب علامت‌های خانوادگی سامورایی‌های آن زمان جمع‌آوری شده‌است.
در ابتدا، این یک تاج خانوادگی بود که مخصوص خانواده شاهنشاهی همراه با تاج گل داودی بود، اما بعداً توسط شاهزادگانی مانند سنگوکو دایمیو غیر از خانواده شاهنشاهی مورد استفاده قرار گرفت و خانواده شاهنشاهی شروع به استفاده از تنها تاج گل داودی کردند.
در Tokugawa Shogunate (1603-1868)، طیف وسیعی از کاربران از افراد عادی گرفته تا سامورایی‌ها تا دایمیو بسیار زیاد بود. در میان خانواده‌های سامورایی و سامورایی، توسط ۴۷۳ خانواده، از جمله خانواده‌های واسال و daimyo از شوگانات، استفاده می‌شد. این یکی از ده تاج اصلی خانوادگی به حساب می‌آید و مخصوصاً در بین مردم عادی، گوسنگیری محبوب شد و امکان قرض دادن و قرض دادن لباس تاجی وجود داشت.
قبل از استفاده از مهر گل داودی، نشان امپراتوری ژاپن به‌طور گسترده، در ابتدا در اصل مهر پالونیا نماد خصوصی خاندان امپراتوری ژاپن دودمان یاماتو بود. از اوایل قرن شانزدهم خاندان تویوتومی، به رهبری تویوتومی هیده‌یوشی، از مهر پالونیا به عنوان نشان خاندان خود استفاده می‌کرد. پس از اصلاحات میجی، سرانجام این مهر به عنوان نشان دولت ژاپن پذیرفته شد.
اکنون این مهر هنوز به‌طور عمده توسط دولت ژاپن مورد استفاده قرار می‌گیرد، به عنوان تضاد با گل داودی نشان امپراتوری ژاپن که نشان‌دهنده امپراتور ژاپن به عنوان نماد حاکمیت دولت و اعضای آن است. خاندان امپراتوری دودمان یاماتو است.

## طرح‌ها
بیش از ۱۴۰ طرح وجود دارد. رایج‌ترین آن ۵–۳ پالونیا (五 三 桐، go-san kiri) است که شامل سه برگ و یک گل‌آذین شامل ۳–۵ گل است. این طرح در آرم وزارت دادگستری و ستاد گارد امپراتوری یافت می‌شود. طبق مطالعه ای که توسط انجمن کامون ژاپن انجام شد، حدود ۷۰ درصد موارد از تاج‌های پالونیا از «مارو نی گو -سان کیری» (丸 に 五 三 桐) استفاده می‌شود، که از ۵–۳ پالونیا تشکیل می‌شود.
۵–۷ پالونیا (五七 桐، گو-شیچی (نو) کیری) توسط صاحبان قدرت استفاده شده‌است و امروزه نشان رسمی نخست‌وزیر ژاپن است.

### ۵–۳ پالونیا

Go-san oni kiri (五三鬼桐؟)

### ۵–۷ پالونیا

Taikō kiri (太閤桐؟)

### دیگر طرح‌ها

Tosa kiri (土佐桐؟)
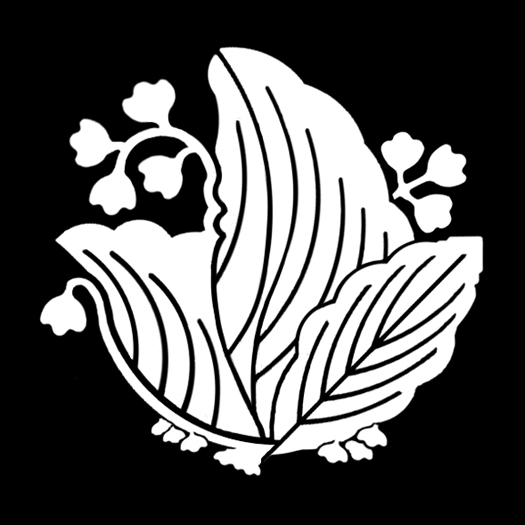
Kiri chō (桐蝶؟)